# اندرو دیوید اورشان

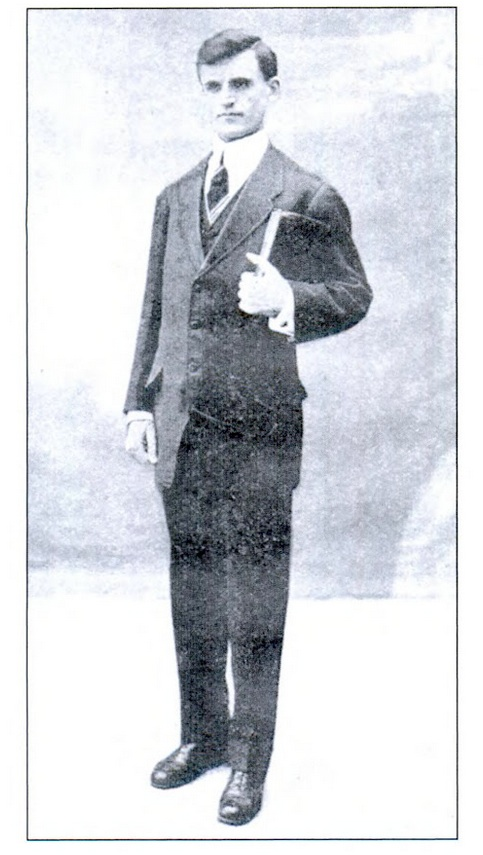
نگاره‌ای از ادرو اوشان در ۱۹۱۱ میلادی

اندرو دیوید اورشان (متولد آندریوس بار داوید اورشان؛ 17 مه 1884 - 16 اکتبر 1967) مبشر و نویسنده  آشوری ایرانی الاصل بود. اورشان که در نزدیکی شهر ارومیه به دنیا آمد، در اوایل زندگی خود تحت تأثیر فعالیت های تبلیغی پروتستان قرار گرفت. در سن 18 سالگی تصمیم گرفت به ایالات متحده سفر کند و در آنجا فعالیت های مذهبی خود را آغاز کرد و  آیین پنطیکاستی را پذیرفت و بعداً رسالت پنطیکاستی ایرانی را تأسیس کرد.
پس از گذراندن حدود یازده سال در ایالات متحده، در سال 1913 اورشان به کشور محل تولد خود بازگشت، اما پس از مدت کوتاهی متوجه شد که خود و آشوری های هموطنش در تله حمله عثمانی ها در جنگ جهانی اول به دام افتاده اند. اورشان سپس به ایالات متحده بازگشت و برای همیشه آنجا ساکن شد.
اورشان که به مبشر ایرانی∗ معروف است، مؤلف کتابهای مذهبی متعدد و همچنین سراینده سرودهای زیادی بود. او نشریه شاهد خدا ∗(1917) را منتشر میکرد، نشریه ای که تا پایان عمر خود  به نشرش ادامه داد.
اورشان گزارشی سریالی از داستان زندگی خود در نشریه منتشر کرد و آن را ((زندگی اندرو بار دیوید اورشان)) نامید. بعداً قسمت های زندگینامه در قالب یک کتاب منتشر شدند. او هیچ اثری به زبان  آشوری از خود به جای نگذاشت. پسر بزرگ او، ناتانیل، بعدها به عنوان رئیس کلیسای بین المللی پنطیکاستی برای بیش از بیست سال خدمت کرد.∗

## پاورقی
- مبشر ایرانی = persian evangelist^

The Witness of God = شاهد خدا^ 
- کلیسای بین المللی پنطیکاستی = United Pentecostal Church International^